# Venere, ferita da Diomede, ritorna sull'Olimpo
Venere, ferita da Diomede, ritorna sull'Olimpo è un dipinto di Jean-Auguste-Dominique Ingres, realizzato nel 1805 (o forse nel 1803) ed eseguito con la tecnica dell'olio su tela. Si trova conservato al Kunstmuseum di Basilea.

## Descrizione
Il dipinto riproduce un celebre passo del quinto libro dell'Iliade: Venere, rimasta ferita da Diomede nel tentativo di prestare soccorso a suo figlio, l'eroe troiano Enea, colpito in precedenza proprio dal condottiero acheo durante uno dei tanti scontri della guerra di Troia, monta sul carro che la riporterà sull'Olimpo. La dea viene aiutata a salire da Cupido, sotto gli occhi di Mercurio, appoggiato a uno dei quattro cavalli bianchi che trainano il carro.
Nell'opera si vede anche Enea, disteso a terra.